# Juan Oviedo
Juan Oviedo (Tarapacá, Perú, 1821 - Lima, 1885) fue un jurista, magistrado y político peruano. Fue Ministro de Justicia, Instrucción y Beneficencia de 1860 a 1862, Canciller o Ministro de Relaciones Exteriores del Perú de 1861 a 1862, rector de la Universidad de San Marcos de 1866 a 1868, Presidente de la Cámara de Diputados de 1868 a 1869 y Presidente de la Corte Suprema del Perú en 1878.

## Biografía
Cursó sus estudios escolares en su tierra natal y luego se trasladó a Lima para cursar estudios superiores en la Universidad de San Marcos, graduándose de abogado en 1847. Entre 1845 y 1853, fue elegido diputado por la provincia de Huancané
1849-1850.
Fue miembro del Congreso Constituyente de 1860 por la provincia de Tarapacá entre julio y noviembre de 1860. durante el tercer gobierno de Ramón Castilla. Este congreso elaboró la Constitución de 1860, la séptima que rigió en el país y la que más tiempo ha estado vigente pues duró, con algunos intervalos, hasta 1920, es decir, sesenta años. Ese mismo año fue nombrado ministro de Justicia, Instrucción y Beneficencia, que ejerció hasta el fin de dicho gobierno. Del 25 de noviembre de 1861 a 25 de enero de 1862 se hizo cargo del Ministerio de Relaciones Exteriores.
De 1866 a 1868 ejerció como rector de la Universidad de San Marcos. En 1868 fue elegido diputado por la entonces provincia moqueguana de Tarapacá hasta 1871 durante el gobierno de José Balta. Durante su gestión presidió su cámara del 28 de julio de 1868 al 28 de enero de 1869, siendo luego su primer vicepresidente. Paralelamente también fue elegido desde 1868 hasta 1876 senador por el departamento de Puno Luego fue vocal del Consejo Superior de Instrucción (1869). Fue elegido [. Además fue vocal de la Corte Suprema de Justicia (1871-75) y miembro de la Comisión de Legislación del Ministerio de Justicia.

## Obras
- Práctica forense peruana (2º edición, Lima, 1860). Texto de consulta para jueces y abogados del Perú. En 1849 había aparecido una primera versión, publicada por el abogado Gabriel Gutiérrez. La edición de Oviedo es una modernización y adaptación a la legislación entonces vigente.
- Colección de leyes, decretos y órdenes publicadas en el Perú desde el año de 1821 hasta 31 de diciembre de 1859 (editada en 16 volúmenes, Lima, 1861-1872), compilación ordenada en materias, según los distintos ministerios, con índices cronológico y alfabético. Obra de suma importancia para los investigadores de las primeras décadas de la república del Perú, aunque, como señala Jorge Basadre, contenga algunos vacíos importantes. Colaboró en esta obra Manuel Atanasio Fuentes, quien recibió el encargo de continuar la obra en lo correspondiente a la década de 1860, pero no pudo cumplirlo. Nadie desde entonces ha intentado continuar tan vasta labor de reunir ordenadamente ese inmenso material legislativo y administrativo, que ha venido siendo publicado en el diario oficial El Peruano.